# Пилятин
Пиля́тин (укр. Пилятин) — село в Козелецком районе Черниговской области Украины. Население 476 человек. Занимает площадь 1,984 км².
Код КОАТУУ: 7422088201. Почтовый индекс: 17054. Телефонный код: +380 4646.

## История
Указом ПВС УССР от 10.06.1946 г. село Берков переименовано в Пилятин.

## Власть
Орган местного самоуправления — Пилятинский сельский совет. Почтовый адрес: 17054, Черниговская обл., Козелецкий р-н, с. Пилятин, ул. Шевченко, 4а.